# Fresach
Fresach ist eine Gemeinde mit 1239 Einwohnern (Stand 1. Jänner 2025) im Bezirk Villach-Land in Kärnten. Fresach ist Luftkurort.

## Geographie

### Geographische Lage
Das Gemeindegebiet liegt zur Gänze in den Nockbergen zwischen unterem Drautal und Gegendtal. Im Südwesten bildet die Drau in einer Meereshöhe von 500 Meter die Grenze. Nach Osten steigt das Land auf über 2000 Meter an. Die höchsten Berge sind Palnock (1901 m), Lahnernock (1861 m), Rindernock (2024 m) und Mirnock (2110 m).
Fresach hat eine Fläche von 38,80 Quadratkilometer. Davon sind 19 Prozent landwirtschaftliche Nutzfläche, 65 Prozent Wald und 13 Prozent Almen.

### Gemeindegliederung

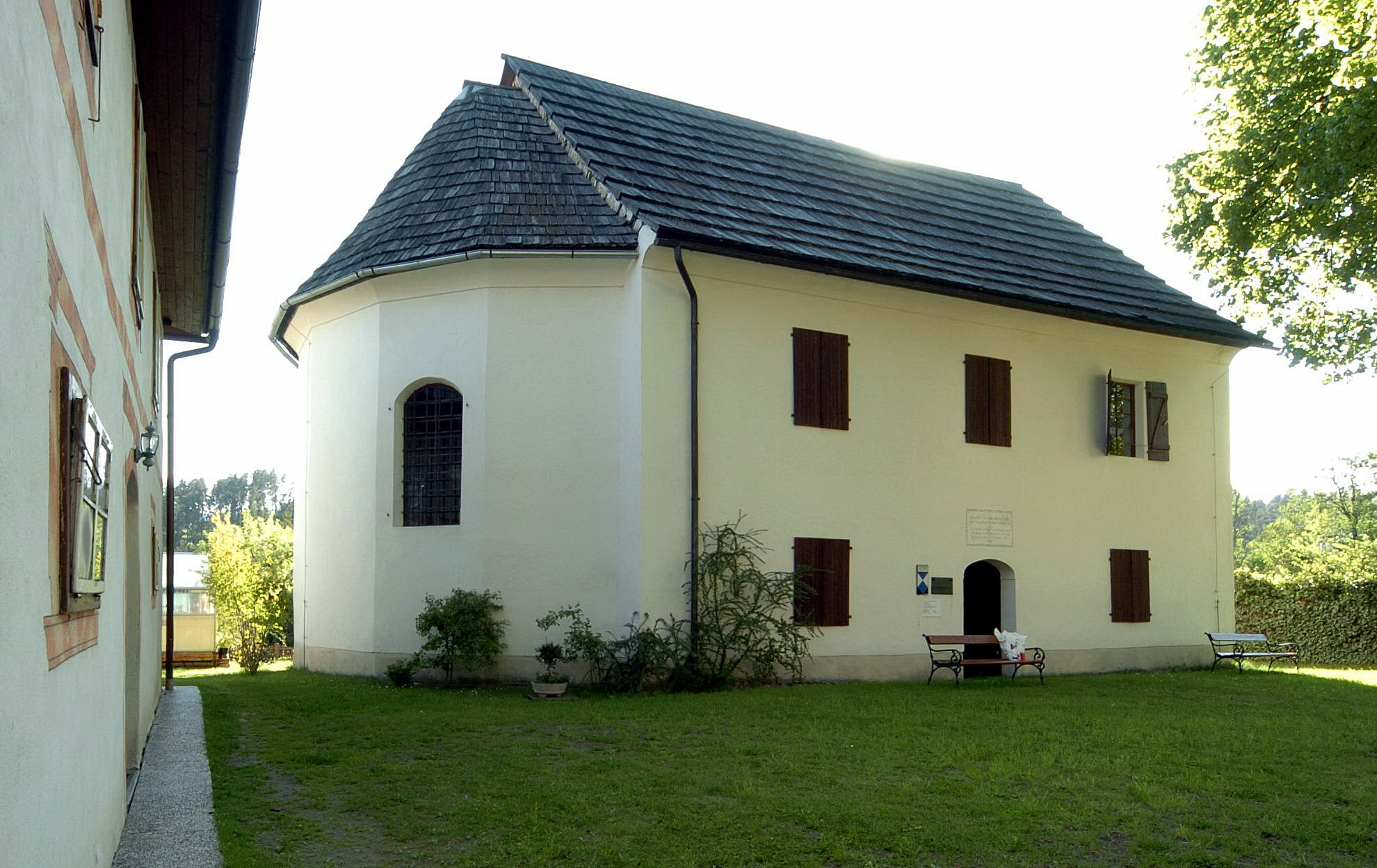
Evangelisches Diözesanmuseum (früher Toleranzbethaus) in Fresach

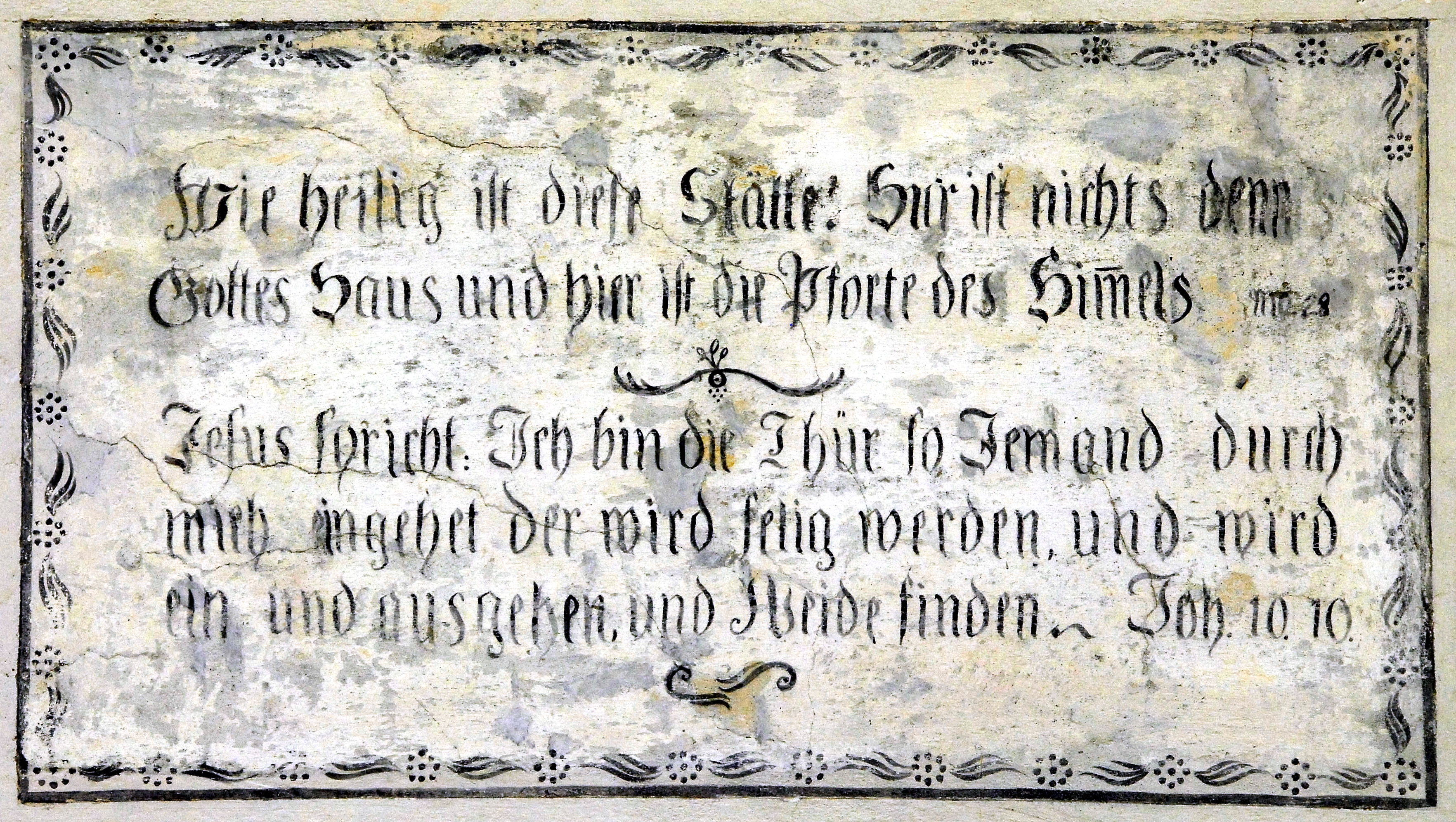
Aufschrift über dem Eingang des Evangelischen Bethauses in Fresach

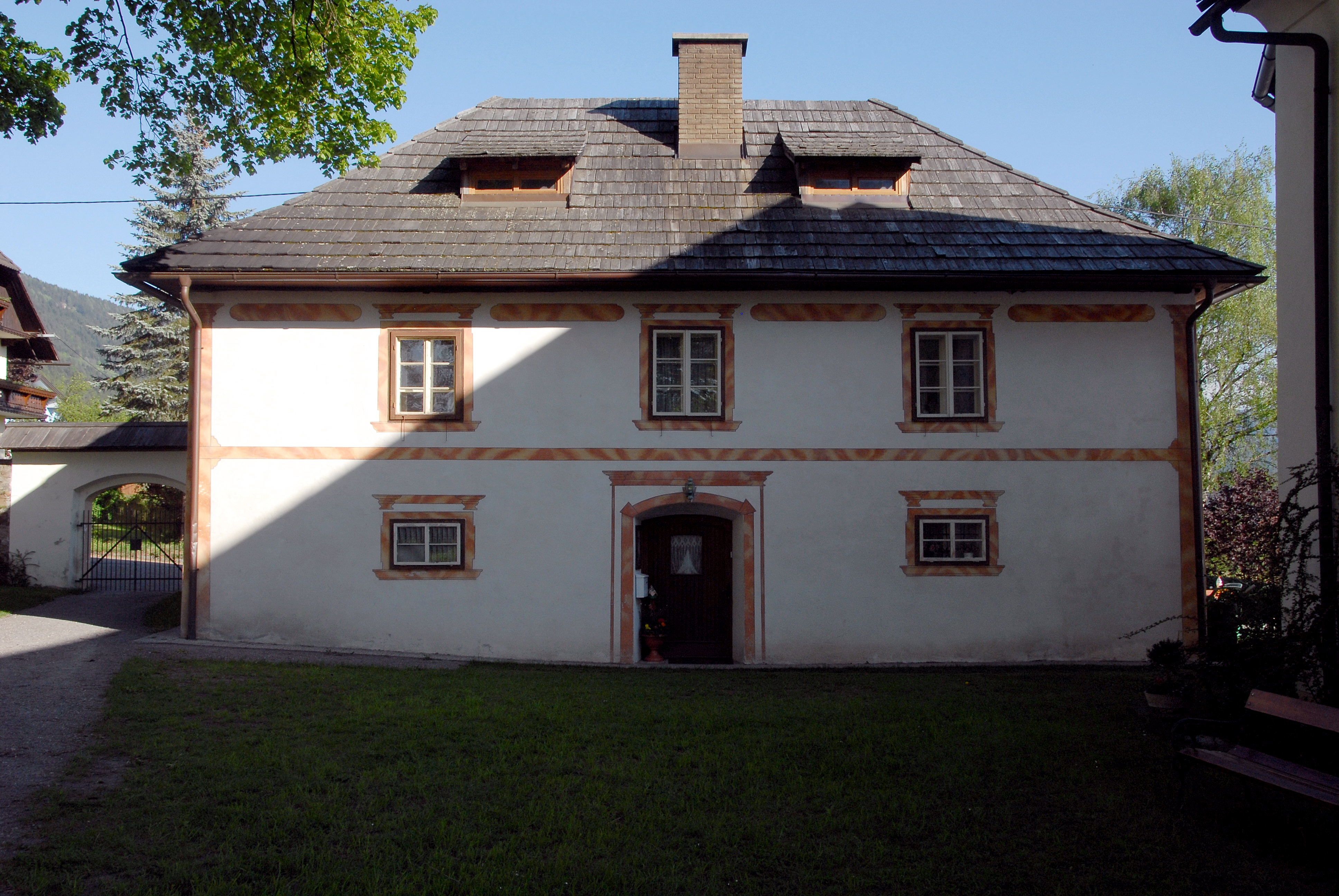
Evangelisches Pastorenhaus in Fresach

Die Gemeinde umfasst drei Katastralgemeinden (Fläche Stand 31. Dezember 2023):
- Fresach (1.053,91 ha)
- Mooswald (1.694,87 ha)
- Tragenwinkl (1.131,21 ha)

Das Gemeindegebiet ist in sechs Ortschaften gegliedert (in Klammern Einwohnerzahl Stand 1. Jänner 2025):
- Amberg (30)
- Fresach (591)
- Laas (98)
- Mitterberg (152)
- Mooswald (268)
- Tragenwinkel (100)

### Nachbargemeinden
| Ferndorf  | Feld am See                                 |               |
|           | Kompassrose, die auf Nachbargemeinden zeigt | Afritz am See |
| Paternion | Weißenstein                                 | Treffen       |

### Klima
|                        | Jan  | Feb  | Mär  | Apr  | Mai  | Jun  | Jul  | Aug  | Sep  | Okt  | Nov  | Dez  |   |      |
| Mittl. Temperatur (°C) | −2,3 | −0,6 | 3,3  | 7,4  | 12,6 | 15,8 | 17,8 | 17,0 | 12,8 | 8,1  | 2,5  | −1,6 | ⌀ | 7,8  |
| Mittl. Tagesmax. (°C)  | 2,5  | 5,3  | 9,8  | 13,9 | 19,2 | 22,4 | 24,9 | 24,1 | 19,6 | 14,1 | 7,1  | 2,5  | ⌀ | 13,8 |
| Mittl. Tagesmin. (°C)  | −5,3 | −4,3 | −1,0 | 2,5  | 7,0  | 10,2 | 12,1 | 11,9 | 8,5  | 4,6  | −0,3 | −4,2 | ⌀ | 3,5  |
|                        |      |      |      |      |      |      |      |      |      |      |      |      |   |      |
| Niederschlag (mm)      | 28   | 28   | 50   | 66   | 93   | 112  | 129  | 138  | 94   | 99   | 81   | 54   | Σ | 972  |
|                        |      |      |      |      |      |      |      |      |      |      |      |      |   |      |
| Luftfeuchtigkeit (%)   | 60,2 | 50,4 | 47,0 | 47,5 | 46,2 | 48,8 | 47,2 | 50,0 | 53,2 | 58,8 | 65,3 | 67,9 | ⌀ | 53,6 |

| −5,3 |

| −4,3 |

| −1,0 |

| 2,5 |

| 7,0 |

| 10,2 |

| 12,1 |

| 11,9 |

| 8,5 |

| 4,6 |

| −0,3 |

| −4,2 |

| −5,3 |

| −4,3 |

| −1,0 |

| 2,5 |

| 7,0 |

| 10,2 |

| 12,1 |

| 11,9 |

| 8,5 |

| 4,6 |

| −0,3 |

| −4,2 |

## Geschichte
Erste Funde gibt es aus der Bronzezeit (Äxte). Um 590 n. Chr. ließen sich die Slawen im Gebiet nieder, im 8. Jahrhundert die Baiern.
Die Grafen von Ortenburg wurden um das 11. Jahrhundert mit dem Gebiet belehnt. Im 12. Jahrhundert wurde in Fresach die erste Kirche erbaut. 1478 wurde Fresach von den Türken zerstört. Nach dem Aussterben der Ortenburger 1518 kam das Gebiet unter habsburgische Herrschaft.
Im frühen 16. Jahrhundert wurde die Mehrheit der Bevölkerung protestantisch. Auch nach der Gegenreformation, die den Übertritt zur katholischen Kirche erzwang, blieben viele im Geheimen ihrem Glauben  als Kryptoprotestanten treu. Nach dem Toleranzpatent Kaiser Joseph II. im Oktober 1781 wurde 1782 wieder eine evangelische Pfarre Fresach gegründet. Das neuerrichtete Bethaus sah wie ein Wohnhaus aus, weil evangelische Kirchen mit Glocken, Türmen und Portalen noch nicht erlaubt waren.
1787 wurde das erste Schulhaus erbaut.
1849 wurden die beiden Gemeinden Mooswald und Fresach gegründet, Mooswald wurde 1964 aufgelöst, der Großteil des ehemaligen Gemeindegebietes kam zu Fresach.
Im Mai 1978 fand in Fresach das 7. Ost-West-Literaturgespräch statt, an dem Schriftsteller und Übersetzer aus elf Ländern von beiden Seiten des „Eisernen Vorhanges“ teilnahmen.
Im Jahr 2011 konnte der vom Vorarlberger Architekten Bernhard Marte geplante kubische Erweiterungsbau des Evangelischen Diözesanmuseums im Rahmen der Kärntner Landesausstellung eröffnet werden. Es bildet mit dem Pfarrhaus und Bethaus von 1784 ein Ensemble und enthält Bibeln, Gebets-, Liederbücher, Briefe, Fotos und liturgische Gegenstände als Ausstellungsobjekte.

### Bevölkerung
Die Gemeinde Fresach hatte 1316 Einwohner (2001), davon waren 99,3 % österreichische Staatsbürger.
Als Religionszugehörigkeit gaben 66,6 % evangelisch, 30,0 % römisch-katholisch, 0,2 % islamisch an. 2,5 % waren ohne religiösem Bekenntnis.
| Fresach: Einwohnerzahlen von 1869 bis 2024          | Fresach: Einwohnerzahlen von 1869 bis 2024 | Fresach: Einwohnerzahlen von 1869 bis 2024 | Fresach: Einwohnerzahlen von 1869 bis 2024 | Fresach: Einwohnerzahlen von 1869 bis 2024 |
| --------------------------------------------------- | ------------------------------------------ | ------------------------------------------ | ------------------------------------------ | ------------------------------------------ |
| Jahr                                                |                                            |                                            |                                            | Einwohner                                  |
| 1869                                                | 1869                                       |                                            | 959                                        | 959                                        |
| 1880                                                | 1880                                       |                                            | 1.021                                      | 1.021                                      |
| 1890                                                | 1890                                       |                                            | 1.065                                      | 1.065                                      |
| 1900                                                | 1900                                       |                                            | 1.022                                      | 1.022                                      |
| 1910                                                | 1910                                       |                                            | 1.135                                      | 1.135                                      |
| 1923                                                | 1923                                       |                                            | 1.081                                      | 1.081                                      |
| 1934                                                | 1934                                       |                                            | 1.135                                      | 1.135                                      |
| 1939                                                | 1939                                       |                                            | 1.004                                      | 1.004                                      |
| 1951                                                | 1951                                       |                                            | 1.068                                      | 1.068                                      |
| 1961                                                | 1961                                       |                                            | 1.070                                      | 1.070                                      |
| 1971                                                | 1971                                       |                                            | 1.160                                      | 1.160                                      |
| 1981                                                | 1981                                       |                                            | 1.190                                      | 1.190                                      |
| 1991                                                | 1991                                       |                                            | 1.313                                      | 1.313                                      |
| 2001                                                | 2001                                       |                                            | 1.316                                      | 1.316                                      |
| 2011                                                | 2011                                       |                                            | 1.232                                      | 1.232                                      |
| 2021                                                | 2021                                       |                                            | 1.252                                      | 1.252                                      |
| 2024                                                | 2024                                       |                                            | 1.243                                      | 1.243                                      |
| Quelle(n): Statistik Austria, Gebietsstand 1.1.2021 |                                            |                                            |                                            |                                            |

## Kultur und Sehenswürdigkeiten

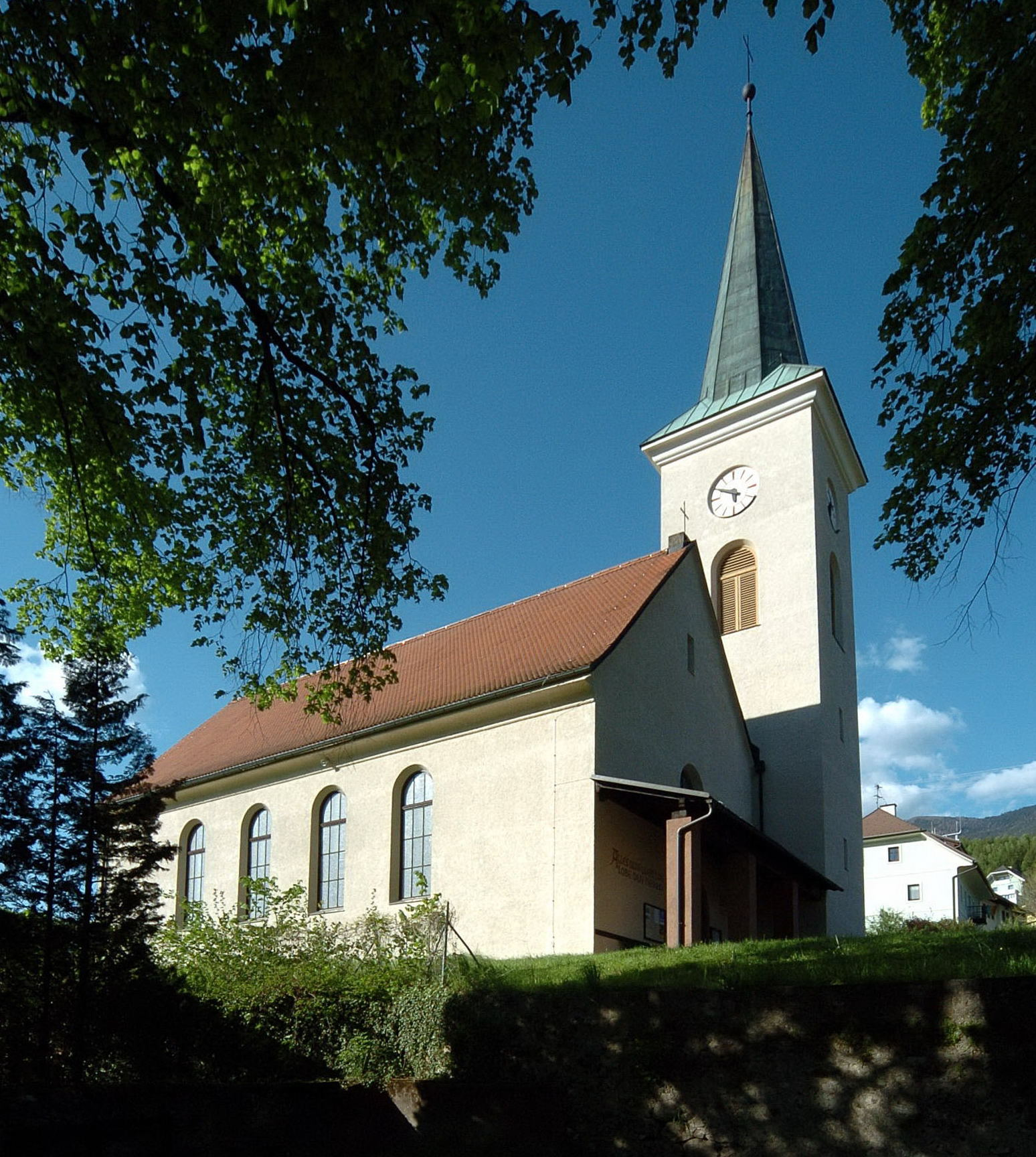
Evangelische Kirche Fresach

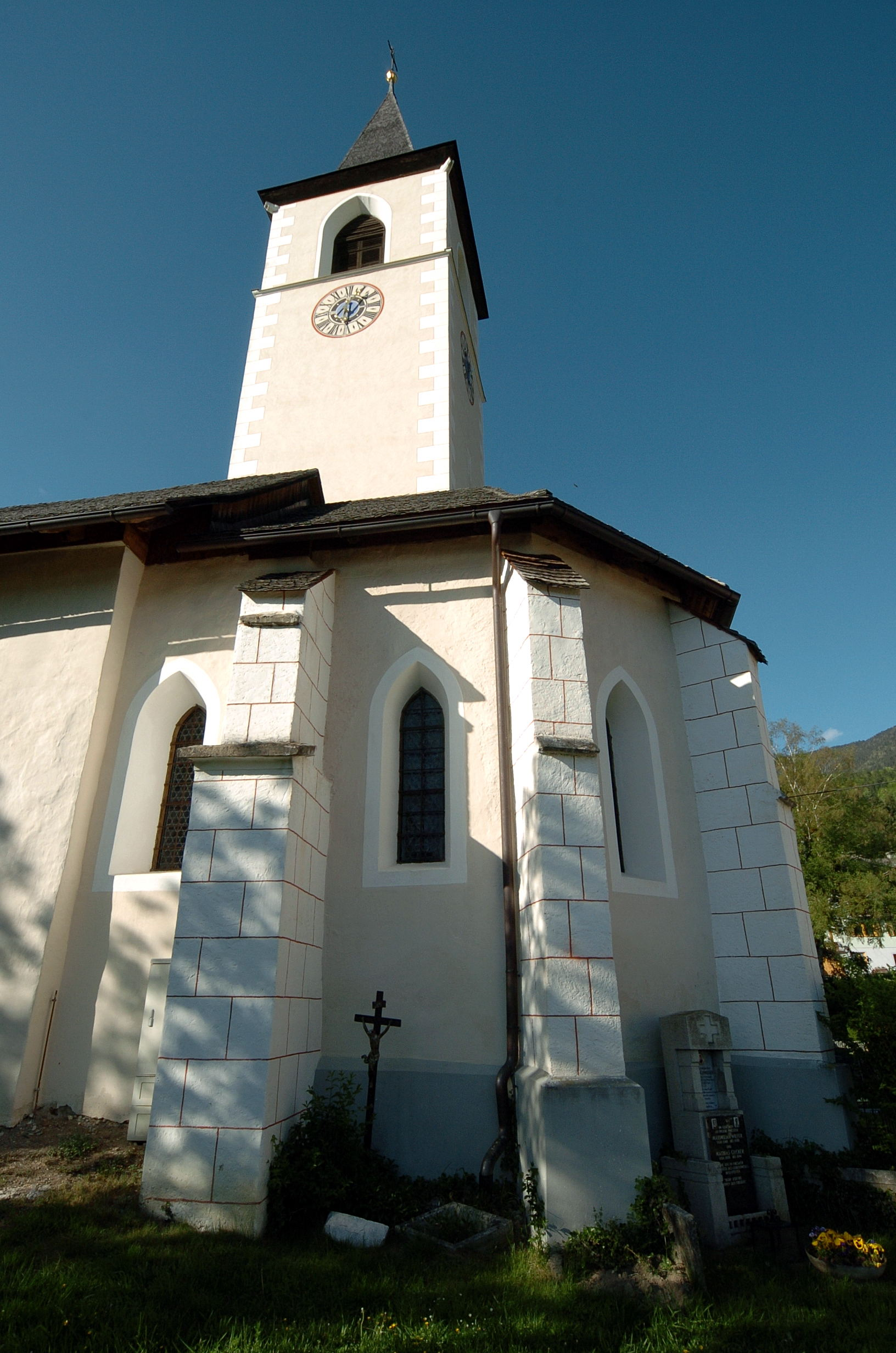
Katholische Pfarrkirche Fresach

- Neues Gebäude für das Evangelische Diözesanmuseum, wurde für die Kärntner Landesausstellung von 2011 erbaut und erhielt für seine von Bernhard Marte geplante Architektur einen Landesbaupreis[8]
- Toleranzbethaus (erbaut 1784) und Pfarrhaus (Ende 17. Jh.) gehören zum Museum
- Evangelische Kirche (1949–1951) mit Bildhauerarbeiten von Hans Domenig (Bildhauer)
- Katholische Pfarrkirche Fresach hl. Blasius
- Krebsenwandermeile (Steinkrebse)[9]

## Wirtschaft und Infrastruktur
Laut Arbeitsstättenzählung 2001 gab es 33 Arbeitsstätten mit 98 Beschäftigten in der Gemeinde und 449 Auspendler. Es gab 104 land- und forstwirtschaftliche Betriebe (davon 35 im Haupterwerb), die zusammen 3.502 ha bewirtschafteten (1999).
Fresach ist ein „heilklimatischer Luftkurort“, wodurch der Fremdenverkehr eine Rolle spielt.
Die Verkehrserschließung erfolgt über die Landesstraßen L 37, L 39 und L 40.
Seit April 2001 befindet sich in Fresach ein Stützpunkt (Station „RK-1“) der ARA Flugrettung.

## Politik

### Gemeinderat
Der Gemeinderat besteht aus 15 Mitgliedern.
- Nach der Gemeinderatswahl 2015 verteilten sich die Mandate wie folgt: 7 FPÖ, 5 SPÖ und 3 ÖVP[11]
- Nach der Gemeinderatswahl 2021 verteilen sich die Mandate wie folgt: 7 FPÖ, 4 SPÖ, 4 ÖVP.[12]

### Bürgermeister
Bürgermeister ist Gerhard Altziebler (parteifrei, bis 2022 FPÖ).

### Wappen
Das Wappen von Fresach zeigt vorne ein grünes Birkenblatt, das für den Ortsnamen steht (von slowenisch breže = bei denen im Birkengehölz), im hinteren Teil einen goldenen Abendmahlskelch mit darüber schwebender Hostie als Symbol des evangelischen Glaubens. Die amtliche Blasonierung des Wappens lautet:
„In gespaltenem Schild vorne in Gold ein hängendes grünes Birkenblatt, hinten in Grün ein goldener Abendsmahlkelch, darüber eine silberne Hostie.“
Wappen und Fahne wurden der Gemeinde am 31. August 1978 verliehen. Die Gemeindeflagge ist Gelb-Grün mit eingearbeitetem Wappen.

## Persönlichkeiten

### Söhne und Töchter der Gemeinde
- Johann Unterkofler (1853–1919), österreichischer Gastwirt, Grundbesitzer und Politiker

### Ehrenbürger der Gemeinde
- Paul Brugger, Schuldirektor und Feuerwehrkommandant
- Franz Klammer (* 1953), Skirennläufer, Olympiasieger (Innsbruck 1976, Abfahrt), aus Mooswald
- Walther Nowotny, Obmann des Kärntner Schriftstellerverbandes und Gründer der Fresacher Schriftstellertagung
- Oskar Sakrausky (1914–2006), Bischof der Evangelischen Kirche A. B. in Österreich